# 洪克拉-德埃斯珀达涅多
洪克拉－德埃斯珀达涅多（西班牙語：Junquera de Espadañedo），是西班牙加利西亚自治区奥伦塞省的一个市镇。总面积28平方公里，总人口1065人（2001年），人口密度38人/平方公里。